# Solenopsis pawaensis
Solenopsis pawaensis é uma espécie de formiga do gênero Solenopsis, pertencente à subfamília Myrmicinae.